# برک شی
دین برکن «برک» شی (انگلیسی: Dane Brekken "Brek" Shea؛ زاده ۲۸ فوریهٔ ۱۹۹۰) بازیکن فوتبال اهل ایالات متحده آمریکا است.
وی همچنین در تیم ملی فوتبال ایالات متحده آمریکا بازی کرده‌است.